# La Última Vuelta World Tour
La Última Vuelta World Tour fue la octava y última gira musical del rapero puertorriqueño Daddy Yankee, realizada con el fin de promocionar su séptimo y último álbum de estudio Legendaddy. La gira comenzó el 15 de julio de 2022 en Torremolinos, España y finalizó el 22 de diciembre de 2022 en Miami, Estados Unidos. 
La gira fue la más taquillera a nivel mundial del año 2022, debido a la contabilización promedio de 26,659 boletos vendidos por concierto  Con un total de $205 millones de dólares recaudados y más de 1.9 millones de asistentes, la gira resultó como la más recaudadora en la carrera de Daddy Yankee y la segunda de la historia por un artista de América Latina.

## Antecedentes
Daddy Yankee fue inducido al Salón de la Fama de la Música Latina Billboard en la 28° entrega de los Premios Billboard de la Música Latina el 23 de septiembre de 2021, y durante su discurso agradeció a sus seguidores insinuando su retiro de la escena musical. El 30 de diciembre de 2021 afirmó que daría "la última vuelta al mundo", y el 20 de marzo de 2022 anunció de manera oficial el retiro de su carrera mediante el lanzamiento de su séptimo álbum de estudio titulado Legendaddy, el cual fue publicado el 24 de marzo de 2022 y a su vez sería acompañado por una gira musical con fechas anunciadas para el continente americano.

## Diseño del escenario
El escenario consiste de tres niveles con dos pantallas verticales laterales y una pantalla central horizontal con medidas de 334 metros cuadrados, cinco cámaras transmisoras, nueve máquinas lanzallamas, 20 reflectores LED, efectos tridimensionales, pirotecnia y 180 rayos láser. Daddy Yankee se presenta al lado de dos coristas y 16 bailarines, además de contar con las participaciones digitales pregrabadas de Bad Bunny, Rauw Alejandro, Luis Fonsi, Lil Jon, Pitbull, Ozuna, Myke Towers, Wisin & Yandel y Zion & Lennox mediante hologramas proyectados en la pantalla central.

## Venta de tickets e itinerario

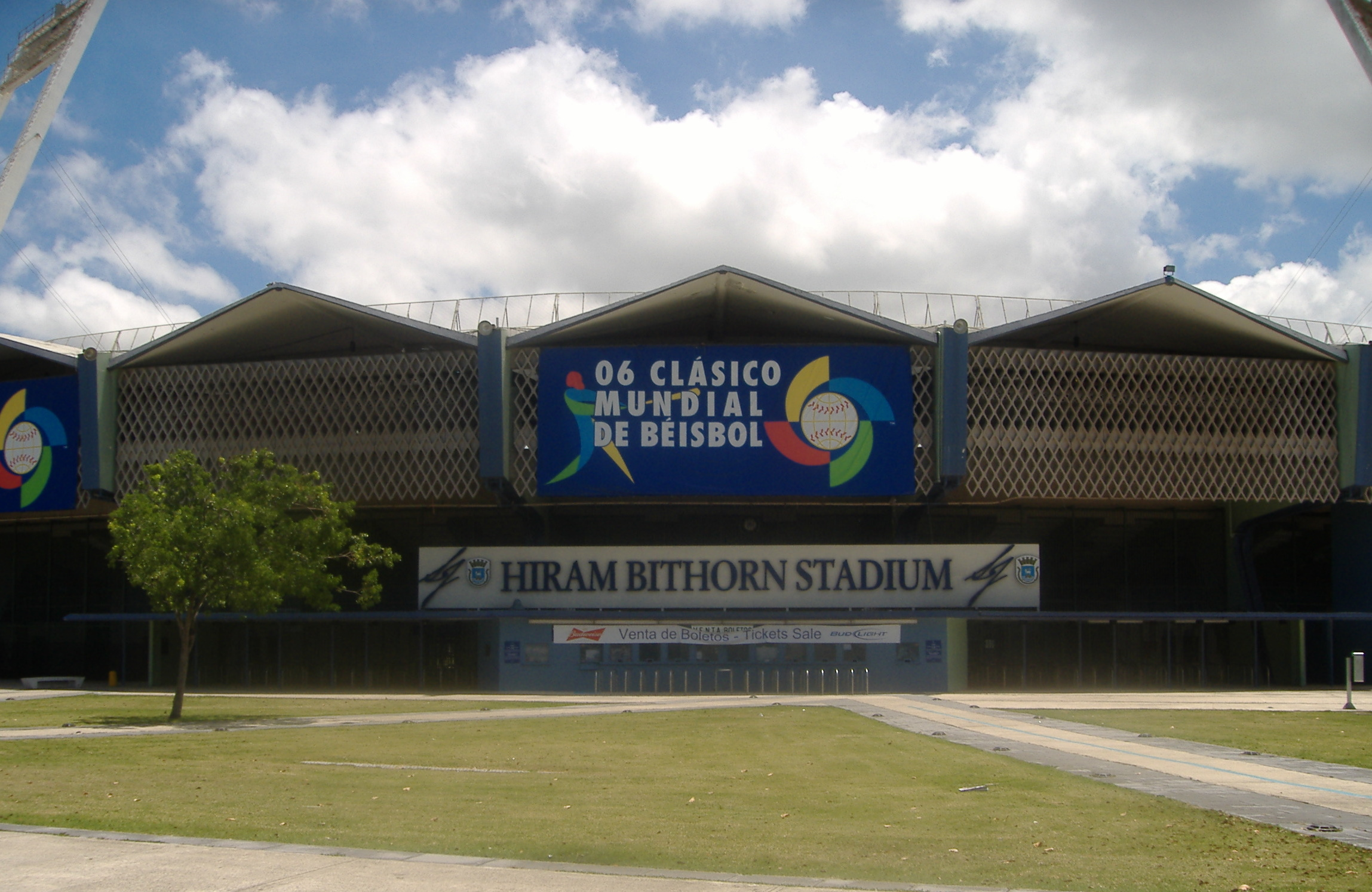
Daddy Yankee presentó su último concierto en el Estadio Hiram Bithorn, casa de los Cangrejeros de Santurce, equipo del cual es codueño.

Las 41 fechas iniciales se anunciaron el 20 de marzo de 2020, las cuales indicaban el inicio de la gira en Portland, Oregón el 10 de agosto de 2022 y su fin el 2 de diciembre de 2022 en Ciudad de México. Sin embargo, se anunciaron fechas adicionales debido a la alta demanda de entrada y se agregaron tres nuevas fechas en el Estadio Hiram Bithorn de San Juan, Puerto Rico, lugar donde finaliza oficialmente la gira el día 8 de enero de 2023. El show del día 6 de enero de 2023 conmemora 30 años del incidente en el que por una balacera sufriera una herida por impacto de bala en una pierna, lo cual frustró su sueño de convertirse en un jugador profesional de béisbol pero a su vez le permitió enfocarse en una carrera musical.
Daddy Yankee programó cinco fechas en el Foro Sol de la Ciudad de México, rompiendo el récord de cuatro fechas agendadas por la banda británica Coldplay con su gira Music of the Spheres World Tour en marzo de 2022. Además, la promotora chilena Bizarro Live Entertainment reportó que se convirtió en el primer artista en agotar las entradas de las tres fechas programadas en el Estadio Nacional Julio Martínez Prádanos de Santiago de Chile en un día, lográndolo en tan sólo cinco horas.

## Recepción

### Respuesta crítica
Sobre el concierto llevado a cabo el 27 de agosto de 2022 en el Kia Forum de Inglewood, Alexis Hodoyán-Gastélum de Remezcla escribió que fue «una épica fiesta de baile de dos horas» y «un viaje a los recuerdos», así también elogiando «una carrera musical llena de éxitos que ha dejado un legado sónico, el cual vivirá por generaciones». A su vez, hizo énfasis en que la nostalgia fue un «importante componente durante el espectáculo», en el que temas como «Rompe (2005)» y «Ella me levantó (2007)» generaron ovaciones entre los asistentes, al igual que temas más recientes como «Limbo (2012)» y «Con calma (2019)». Griselda Flores de Billboard describió al segundo concierto en el Kia Forum como «un espectáculo remachado de alta tecnología» con una «impresionante producción».

### Rendimiento comercial
La Última Vuelta World Tour fue la sexta gira más prolífica del 2022, con $198 millones de dólares recaudados en 83 fechas y más de 1.9 millones de entradas vendidas. La gira se convirtió en la más exitosa en la carrera de Daddy Yankee, y es la segunda gira más exitosa en la historia por un artista latinoamericano, detrás de Bad Bunny con The World's Hottest Tour, realizada el mismo año.

## Lista de canciones
Este listado tomó en cuenta el tracklist de las últimas fechas en Estados Unidos y en América Latina.
1. «Campeón»
2. «Remix»
3. «Problema»
4. «Rompe»
5. «Machucando»
6. «Lo que pasó, pasó»
7. «Rumbatón»
8. «Ella me levantó»
9. «Mayor que yo»
10. «No Me Dejes Solo»
11. «Tu Príncipe»
12. «Yo Voy»
13. «Sal y Perrea Remix»
14. «Soltera Remix»
15. «Llamado de Emergencia»
16. «Shaky Shaky»
17. «Baila baila baila Remix»
18. «China»
19. «Pasatiempo»
20. «Intermedio»
21. «Somos de calle»
22. «Enchuletiao»
23. «La Santa»
24. «X Última Vez»
25. «Agua»
26. «Improvisación»
27. «Oye Mi Canto»
28. «Que Tire Pa' Lante»
29. «Despacito»
30. «La Despedida»
31. «¿Qué tengo que hacer?»
32. «Hot»
33. «Limbo»
34. «Bombón»
35. «Con calma»
36. «Dura»
37. «Gasolina»

## Fechas
| Fecha                    | Ciudad              | País                 | Recinto                                  | Asistencia                     | Recaudación (en USD) |
| ------------------------ | ------------------- | -------------------- | ---------------------------------------- | ------------------------------ | -------------------- |
| Europa                   |                     |                      |                                          |                                |                      |
| 16 de julio de 2022      | Torremolinos        | España               | Recinto Ferial de Torremolinos           | —                              | —                    |
| América del Norte        |                     |                      |                                          |                                |                      |
| 25 de julio de 2022      | Denver              | Estados Unidos       | Ball Arena                               | 12,132 / 12,165                | $1,961,451           |
| 27 de julio de 2022      | Inglewood           | Estados Unidos       | Kia Forum                                | 59,226 / 61,687                | $9,634,632           |
| 28 de julio de 2022      | Inglewood           | Estados Unidos       | Kia Forum                                | 59,226 / 61,687                | $9,634,632           |
| 29 de julio de 2022      | Inglewood           | Estados Unidos       | Kia Forum                                | 59,226 / 61,687                | $9,634,632           |
| 31 de julio de 2022      | Phoenix             | Estados Unidos       | Footprint Center                         | 12,048 / 12,207                | $2,057,771           |
| 2 de agosto de 2022      | Oakland             | Estados Unidos       | Oakland Arena                            | 12,082 / 12,948                | $1,636,806           |
| 4 de agosto de 2022      | Seattle             | Estados Unidos       | Climate Pledge Arena                     | 12,279 / 13,243                | $1,910,646           |
| 6 de agosto de 2022      | Las Vegas           | Estados Unidos       | T-Mobile Arena                           | 25,202 / 25,238                | $4,143,187           |
| 7 de agosto de 2022      | Ontario             | Estados Unidos       | Toyota Arena                             | 15,416 / 16,560                | $3,012,255           |
| 10 de agosto de 2022     | Portland            | Estados Unidos       | Moda Center                              | 12,899 / 12,899                | $2,020,463           |
| 12 de agosto de 2022     | San José            | Estados Unidos       | SAP Center                               | 12,463 / 12,588                | $1,700,823           |
| 13 de agosto de 2022     | Inglewood           | Estados Unidos       | Kia Forum                                | [ n. 2 ]                       | [ n. 2 ]             |
| 14 de agosto de 2022     | Rosarito            | México               | Playas de Rosarito                       | —                              | —                    |
| 15 de agosto de 2022     | Inglewood           | Estados Unidos       | Kia Forum                                | [ n. 2 ]                       | [ n. 2 ]             |
| 18 de agosto de 2022     | Sacramento          | Estados Unidos       | Golden 1 Center                          | 11,955 / 12,287                | $2,268,396           |
| 19 de agosto de 2022     | Ontario             | Estados Unidos       | Toyota Arena                             | [ n. 4 ]                       | [ n. 4 ]             |
| 20 de agosto de 2022     | Las Vegas           | Estados Unidos       | T-Mobile Arena                           | [ n. 3 ]                       | [ n. 3 ]             |
| 21 de agosto de 2022     | Rosarito            | México               | Playas de Rosarito                       | —                              | —                    |
| 23 de agosto de 2022     | Atlanta             | Estados Unidos       | State Farm Arena                         | 11,659 / 11,659                | $1,690,703           |
| 26 de agosto de 2022     | Orlando             | Estados Unidos       | Amway Center                             | 12,019 / 12,256                | $1,908,193           |
| 27 de agosto de 2022     | Miami               | Estados Unidos       | FTX Arena                                | 25,424 / 25,424                | $4,879,419           |
| 28 de agosto de 2022     | Estero              | Estados Unidos       | Hertz Arena                              | 5,630 / 5,748                  | $924,093             |
| 30 de agosto de 2022     | Miami               | Estados Unidos       | FTX Arena                                | [ n. 6 ]                       | [ n. 6 ]             |
| 1 de septiembre de 2022  | Boston              | Estados Unidos       | Agganis Arena                            | 5,766 / 5,874                  | $763,826             |
| 2 de septiembre de 2022  | Uncasville          | Estados Unidos       | Mohegan Sun Arena                        | 7,226 / 7,226                  | $834,256             |
| 4 de septiembre de 2022  | Rosemont            | Estados Unidos       | Allstate Arena                           | 12,476 / 12,476                | $2,293,892           |
| 7 de septiembre de 2022  | Washington D. C.    | Estados Unidos       | Capital One Arena                        | 13,492 / 14,100                | $1,682,878           |
| 8 de septiembre de 2022  | Newark              | Estados Unidos       | Prudential Center                        | 12,164 / 12,164                | $1,929,770           |
| 10 de septiembre de 2022 | Montreal            | Canadá               | Bell Centre                              | 14,654 / 14,654                | $1,629,315           |
| 11 de septiembre de 2022 | Toronto             | Canadá               | Scotiabank Arena                         | 13,469 / 13,469                | $1,915,993           |
| 14 de septiembre de 2022 | San Antonio         | Estados Unidos       | AT&T Center                              | 12,762 / 12,762                | $2,015,598           |
| 15 de septiembre de 2022 | Houston             | Estados Unidos       | Toyota Center                            | 12,046 / 12,046                | $1,838,985           |
| 16 de septiembre de 2022 | Hidalgo             | Estados Unidos       | Payne Arena                              | 5,373 / 5,373                  | $955,727             |
| 18 de septiembre de 2022 | Dallas              | Estados Unidos       | American Airlines Center                 | 13,458 / 13,458                | $2,416,159           |
| 20 de septiembre de 2022 | Nueva York          | Estados Unidos       | Madison Square Garden                    | 12,487 / 12,487                | $2,337,909           |
| América del Sur          |                     |                      |                                          |                                |                      |
| 24 de septiembre de 2022 | Santa Cruz          | Bolivia              | Estadio Ramón Aguilera Costas            | 40,471 / 49,927                | $3,981,257           |
| 27 de septiembre de 2022 | Santiago            | Chile                | Estadio Nacional Julio Martínez Prádanos | 196,917 / 198,225              | $17,735,336          |
| 28 de septiembre de 2022 | Santiago            | Chile                | Estadio Nacional Julio Martínez Prádanos | 196,917 / 198,225              | $17,735,336          |
| 29 de septiembre de 2022 | Santiago            | Chile                | Estadio Nacional Julio Martínez Prádanos | 196,917 / 198,225              | $17,735,336          |
| 1 de octubre de 2022     | Buenos Aires        | Argentina            | Estadio José Amalfitani                  | 78,047 / 78,047                | $5,464,166           |
| 2 de octubre de 2022     | Buenos Aires        | Argentina            | Estadio José Amalfitani                  | 78,047 / 78,047                | $5,464,166           |
| 4 de octubre de 2022     | Guayaquil           | Ecuador              | Estadio Modelo Alberto Spencer           | 31,025 / 31,025                | $1,955,020           |
| 5 de octubre de 2022     | Quito               | Ecuador              | Estadio Olímpico Atahualpa               | 29,271 / 29,271                | $2,733,815           |
| 7 de octubre de 2022     | Cali                | Colombia             | Estadio Olímpico Pascual Guerrero        | 36,249 / 36,249                | $2,330,737           |
| 8 de octubre de 2022     | Bogotá              | Colombia             | Coliseo Live                             | 35,725 / 41,224                | $4,062,042           |
| 9 de octubre de 2022     | Bogotá              | Colombia             | Coliseo Live                             | 35,725 / 41,224                | $4,062,042           |
| 12 de octubre de 2022    | Bogotá              | Colombia             | Coliseo Live                             | 35,725 / 41,224                | $4,062,042           |
| 14 de octubre de 2022    | Medellín            | Colombia             | Estadio Atanasio Girardot                | 98,288 / 120,421               | $6,704,389           |
| 15 de octubre de 2022    | Medellín            | Colombia             | Estadio Atanasio Girardot                | 98,288 / 120,421               | $6,704,389           |
| 16 de octubre de 2022    | Medellín            | Colombia             | Estadio Atanasio Girardot                | 98,288 / 120,421               | $6,704,389           |
| 18 de octubre de 2022    | Lima                | Perú                 | Estadio Nacional del Perú                | 85,826 / 86,249                | $8,223,897           |
| 19 de octubre de 2022    | Lima                | Perú                 | Estadio Nacional del Perú                | 85,826 / 86,249                | $8,223,897           |
| América del Norte        |                     |                      |                                          |                                |                      |
| 22 de octubre de 2022    | San José            | Costa Rica           | Estadio Nacional de Costa Rica           | 68,025 / 70,587                | $5,470,852           |
| 23 de octubre de 2022    | San José            | Costa Rica           | Estadio Nacional de Costa Rica           | 68,025 / 70,587                | $5,470,852           |
| 27 de octubre de 2022    | Cancún              | México               | Estadio Olímpico Andrés Quintana Roo     | 30,048 / 30,048                | $2,964,081           |
| 30 de octubre de 2022    | Veracruz            | México               | Estadio Beto Ávila                       | 22,126 / 22,126                | $2,399,900           |
| 2 de noviembre de 2022   | Ciudad de Guatemala | Guatemala            | Explanada Cardales de Cayalá             | 37,093 / 40,101                | $4,158,978           |
| 3 de noviembre de 2022   | Ciudad de Guatemala | Guatemala            | Explanada Cardales de Cayalá             | 37,093 / 40,101                | $4,158,978           |
| 5 de noviembre de 2022   | San Salvador        | El Salvador          | Estadio Cuscatlán                        | 20,222 / 20,222                | $1,557,040           |
| 8 de noviembre de 2022   | San Pedro Sula      | Honduras             | Estadio Francisco Morazán                | 19,942 / 25,381                | $1,613,417           |
| 9 de noviembre de 2022   | Tegucigalpa         | Honduras             | Estadio Chelato Uclés                    | 27,148 / 30,391                | $1,968,519           |
| 12 de noviembre de 2022  | Santo Domingo       | República Dominicana | Estadio Olímpico Félix Sánchez           | 42,975 / 42,975                | $3,083,944           |
| 19 de noviembre de 2022  | Ciudad de Panamá    | Panamá               | Estadio Rommel Fernández                 | 23,339 / 23,869                | $1,596,521           |
| 21 de noviembre de 2022  | Tijuana             | México               | Estadio Caliente                         | 29,548 / 29,548                | $2,741,401           |
| 23 de noviembre de 2022  | Monterrey           | México               | Estadio Mobil Super                      | 60,508 / 62,002                | $5,054,672           |
| 24 de noviembre de 2022  | Monterrey           | México               | Estadio Mobil Super                      | 60,508 / 62,002                | $5,054,672           |
| 26 de noviembre de 2022  | Zapopan             | México               | Estadio Tres de Marzo                    | 47,791 / 53,054                | $4,142,196           |
| 27 de noviembre de 2022  | Zapopan             | México               | Estadio Tres de Marzo                    | 47,791 / 53,054                | $4,142,196           |
| 29 de noviembre de 2022  | Ciudad de México    | México               | Foro Sol                                 | 322,028 / 322,028              | $24,382,114          |
| 30 de noviembre de 2022  | Ciudad de México    | México               | Foro Sol                                 | 322,028 / 322,028              | $24,382,114          |
| 2 de diciembre de 2022   | Ciudad de México    | México               | Foro Sol                                 | 322,028 / 322,028              | $24,382,114          |
| 3 de diciembre de 2022   | Ciudad de México    | México               | Foro Sol                                 | 322,028 / 322,028              | $24,382,114          |
| 4 de diciembre de 2022   | Ciudad de México    | México               | Foro Sol                                 | 322,028 / 322,028              | $24,382,114          |
| 6 de diciembre de 2022   | Charlotte           | Estados Unidos       | Spectrum Center                          | 13,902 / 13,902                | $2,446,333           |
| 8 de diciembre de 2022   | Newark              | Estados Unidos       | Prudential Center                        | 12,520 / 12,520                | $2,190,163           |
| 9 de diciembre de 2022   | Elmont              | Estados Unidos       | UBS Arena                                | 13,262 / 13,262                | $2,431,800           |
| 10 de diciembre de 2022  | Reading             | Estados Unidos       | Santander Arena                          | 6,584 / 6,584                  | $1,159,033           |
| 12 de diciembre de 2022  | Rosemont            | Estados Unidos       | Allstate Arena                           | 24,643 / 24,643                | $3,632,615           |
| 13 de diciembre de 2022  | Rosemont            | Estados Unidos       | Allstate Arena                           | 24,643 / 24,643                | $3,632,615           |
| 15 de diciembre de 2022  | Austin              | Estados Unidos       | Moody Center                             | 11,061 / 11,326                | $1,730,700           |
| 16 de diciembre de 2022  | San Antonio         | Estados Unidos       | AT&T Center                              | 13,230 / 13,230                | $1,979,767           |
| 18 de diciembre de 2022  | Orlando             | Estados Unidos       | Amway Center                             | 21,699 / 23,676                | $3,382,345           |
| 19 de diciembre de 2022  | Orlando             | Estados Unidos       | Amway Center                             | 21,699 / 23,676                | $3,382,345           |
| 21 de diciembre de 2022  | Miami               | Estados Unidos       | FTX Arena                                | 25,633 / 25,633                | $4,453,919           |
| 22 de diciembre de 2022  | Miami               | Estados Unidos       | FTX Arena                                | 25,633 / 25,633                | $4,453,919           |
| Total                    | Total               | Total                | Total                                    | 1,900,953 / 1,970,744 (96.36%) | $198,094,115         |

## Conciertos Cancelados
| Día                      | Ciudad       | País        | Recinto               | Motivo |
| ------------------------ | ------------ | ----------- | --------------------- | --- |
| 15 de julio de 2022      | Madrid       | España      | Caja Mágica           | Incumplimiento de contrato y medidas de seguridad por parte de los organizadores del festival.               |
| 25 de septiembre de 2022 | Asunción     | Paraguay    | —                     | Se programó la fecha originalmente en el primer anuncio pero por problemas de producción no se llevó a cabo. |
| 14 de octubre de 2022    | Barranquilla | Colombia    | —                     | Se programó la fecha originalmente en el primer anuncio pero por problemas de producción no se llevó a cabo. |
| 6 de enero de 2023       | San Juan     | Puerto Rico | Estadio Hiram Bithorn | — |
| 7 de enero de 2023       | San Juan     | Puerto Rico | Estadio Hiram Bithorn | — |
| 8 de enero de 2023       | San Juan     | Puerto Rico | Estadio Hiram Bithorn | — |